# Sint-Maartenskerk (Sijsele)

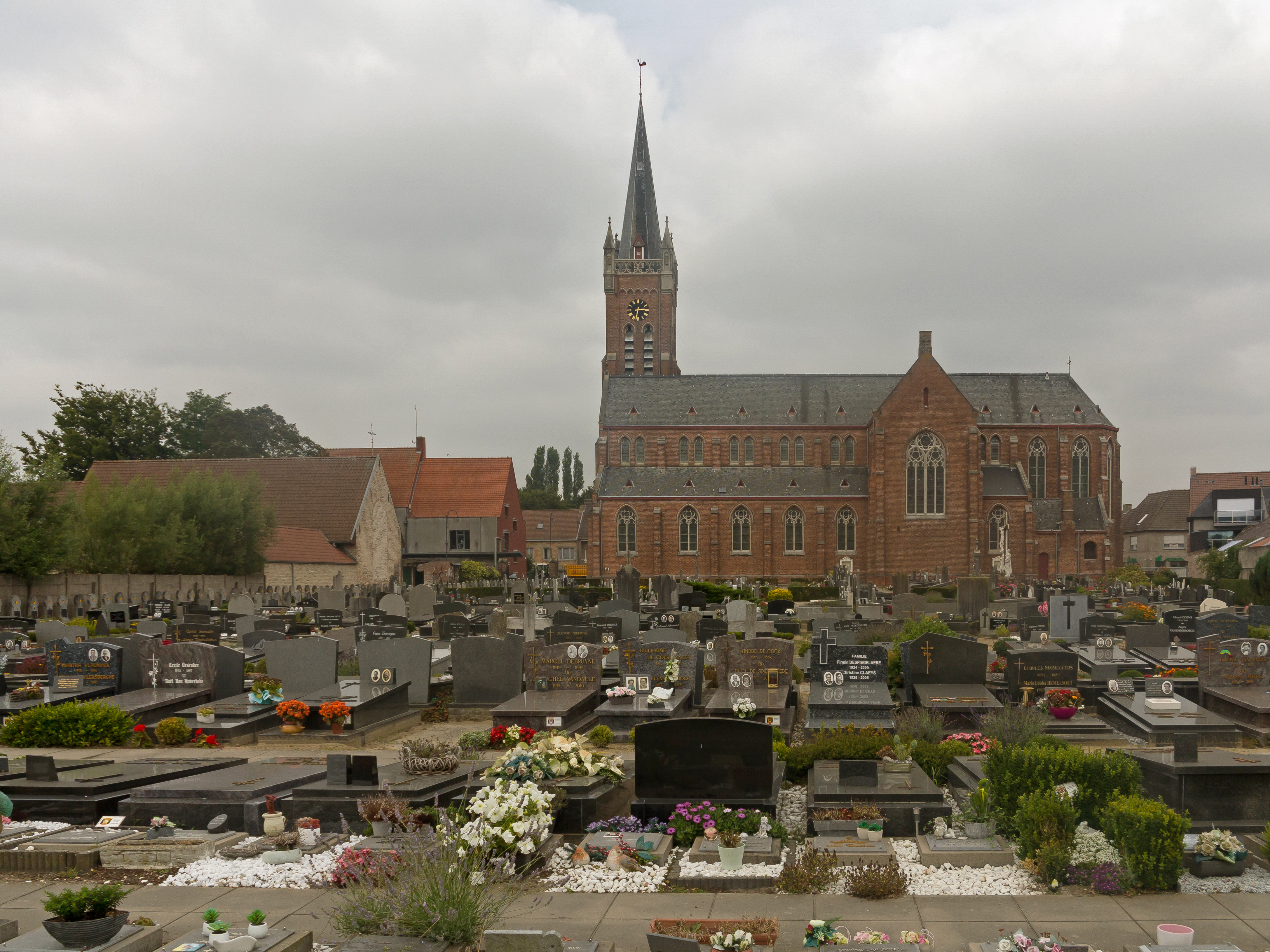
Sint-Maartenskerk

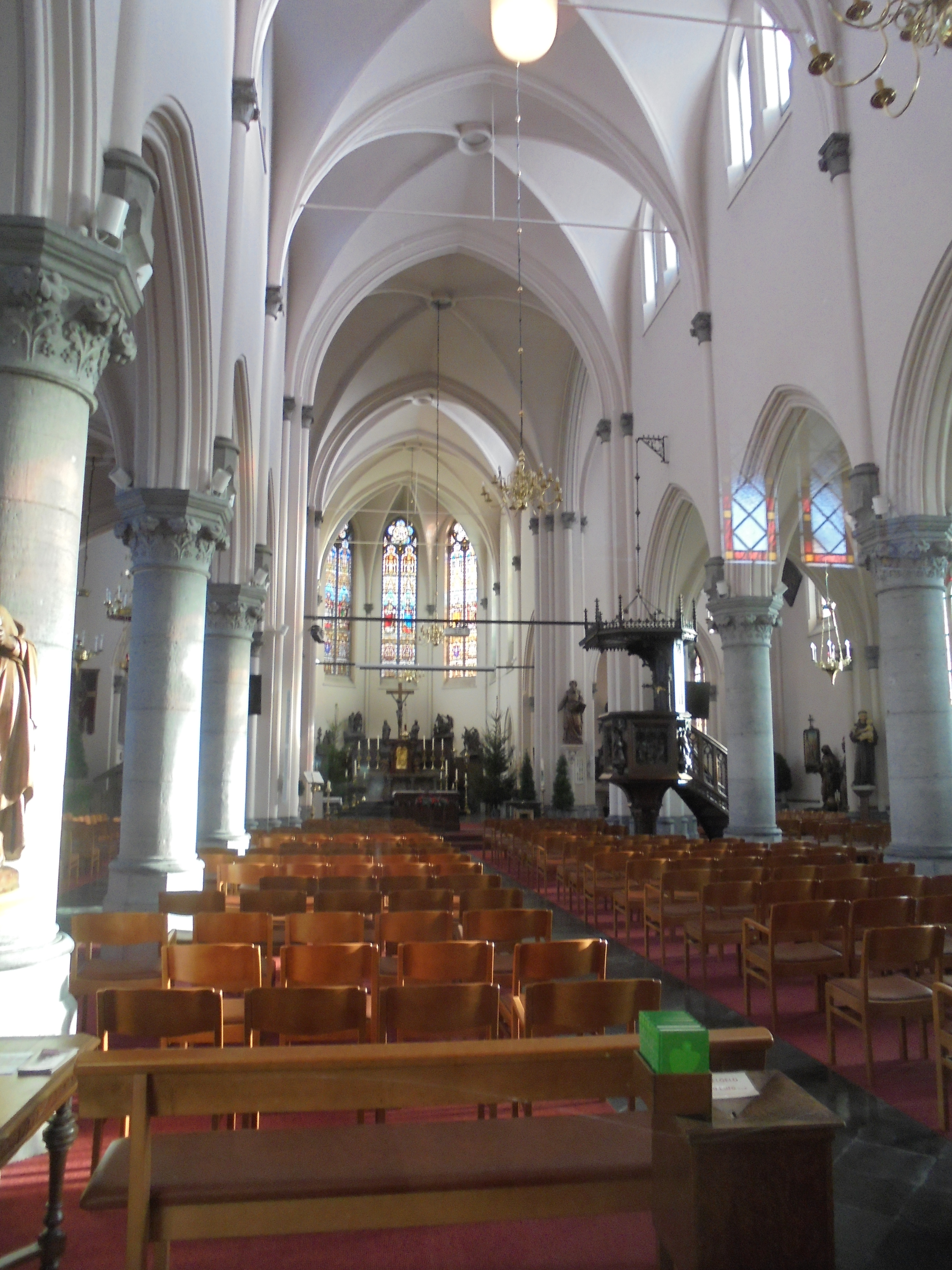
Interieur

De Sint-Maartenskerk of Sint-Martinuskerk is de parochiekerk van de tot de West-Vlaamse gemeente Damme behorende plaats Sijsele, gelegen aan de Dorpsstraat.

## Geschiedenis
De parochie van Sijsele is zeer oud en omvatte een groot gebied, waaronder dat van het later ontstane Brugge. Vóór 875 was er vermoedelijk al een bedehuis in de vorm van een slotkapel. Omstreeks 862 werd de parochie door de graaf van Vlaanderen geschonken aan het Sint-Maartenskapittel te Utrecht.
Vermoedelijk in de eerste helft van de 11e eeuw werd een romaanse kruiskerk gebouwd, die drie altaren kende, gewijd aan Sint-Maarten, Sint-Sebastiaan en Sint-Anna. De kerk werd in 1578, tijdens de godsdienststrijd, verwoest. In 1611 werd de kerk enigszins hersteld, waarbij gebruik werd gemaakt van materiaal van de -eveneens verwoeste- Spermalieabdij. Doch opnieuw werd de kerk beschadigd, in 1634 door Staatse troepen en in 1676 door Franse troepen.
In de 18e eeuw werd de kerk regelmatig hersteld en het interieur verfraaid. In 1790 begon men met verbouwing en uitbreiding van de kerk, waarbij het koor en twee traveeën werden verhoogd. Deze werkzaamheden moesten in de Franse tijd worden stopgezet, maar in 1802 ging de kerk weer open, maar die zag er nu merkwaardig uit, want het zojuist herbouwde deel was hoger dan de toren, en er was geen zoldering. Van 1836-1837 werd de oude kerk afgebroken en de vernieuwde kerk aangepast aan het reeds herbouwde deel. Doch de kerk werd spoedig te klein, en in 1890 begon de bouw van een nieuwe, neogotische, kerk. In 1898 werd deze kerk officieel ingewijd.

## Gebouw
Het betreft een bakstenen basilicale kruiskerk met naastgebouwde toren, welke voorzien is van pinakels, een balustrade en een achtzijdige naaldspits.

## Interieur
Het kerkmeubilair is grotendeels neogotisch. Er is verder een borstbeeld van Sint-Maarten, vervaardigd in 1740 door Pieter van Walleghem. Het orgel is van 1969 en werd vervaardigd door de firma Jos. Loncke & Zn.